# Parafia św. Antoniego Padewskiego w Gierałtowie
Parafia świętego Antoniego Padewskiego w Gierałtowie – parafia rzymskokatolicka, znajdująca się w diecezji legnickiej, w dekanacie Nowogrodziec.